# Antonio Núñez García-Saúco
Antonio Núñez García-Saúco (Albacete, 22 de mayo de 1941) es un antiguo diplomático español.

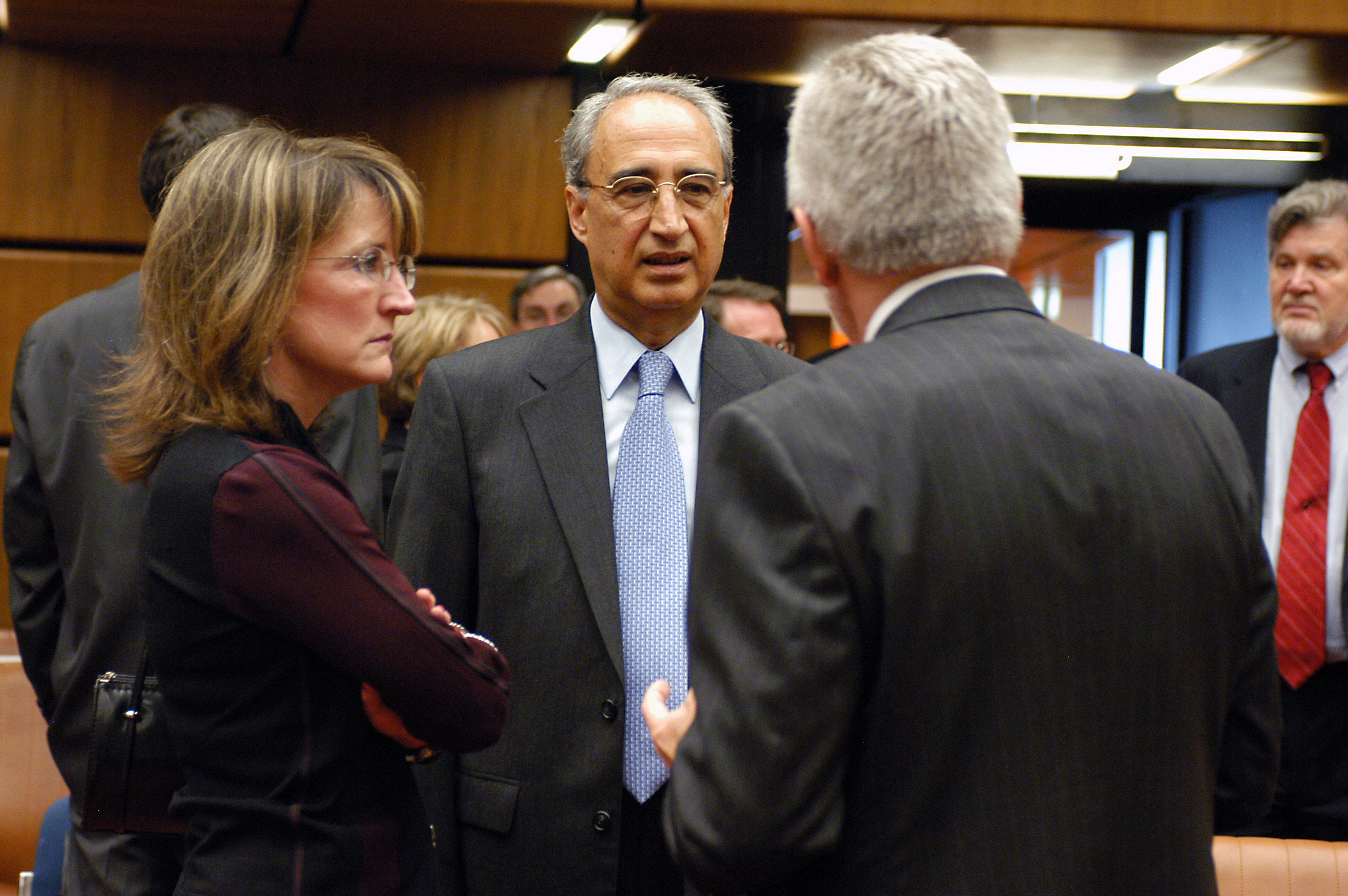

Doctor en Filosofía y Letras, y Licenciado en Derecho y en Ciencias Políticas y Sociología, ingresó en 1971 en la carrera diplomática.
En el Ministerio de Educación y Ciencia fue subdirector general de Educación Permanente y Especial, y de Extensión Educativa, secretario general y director general del Instituto Nacional de Educación Especial, y Secretario General del Real Patronato de Educación y Atención a Deficientes. En 1984 fue nombrado embajador de España en Guinea Ecuatorial y, posteriormente, embajador de España en Rumanía y en Australia. En 1996 pasó a ocupar el puesto de director general del Servicio Exterior y en 1998, el de director general de Relaciones Culturales y Científicas. En 2000 fue nombrado embajador representante permanente de España ante la Organización de las Naciones Unidas y los Organismos Internacionales con sede en Viena, y en 2005 embajador en misión especial para Asuntos de no Proliferación. Desde septiembre de 2010 hasta mayo de 2011 fue embajador de España en Suecia, sustituyendo a Enrique Viguera Rubio. En julio del mismo año le sustituyó Luis Calvo Merino.